# Pedro Pérez de Castro
Pedro Pérez de Castro (1823-1902) fue un pintor y litógrafo español del siglo XIX.

## Biografía

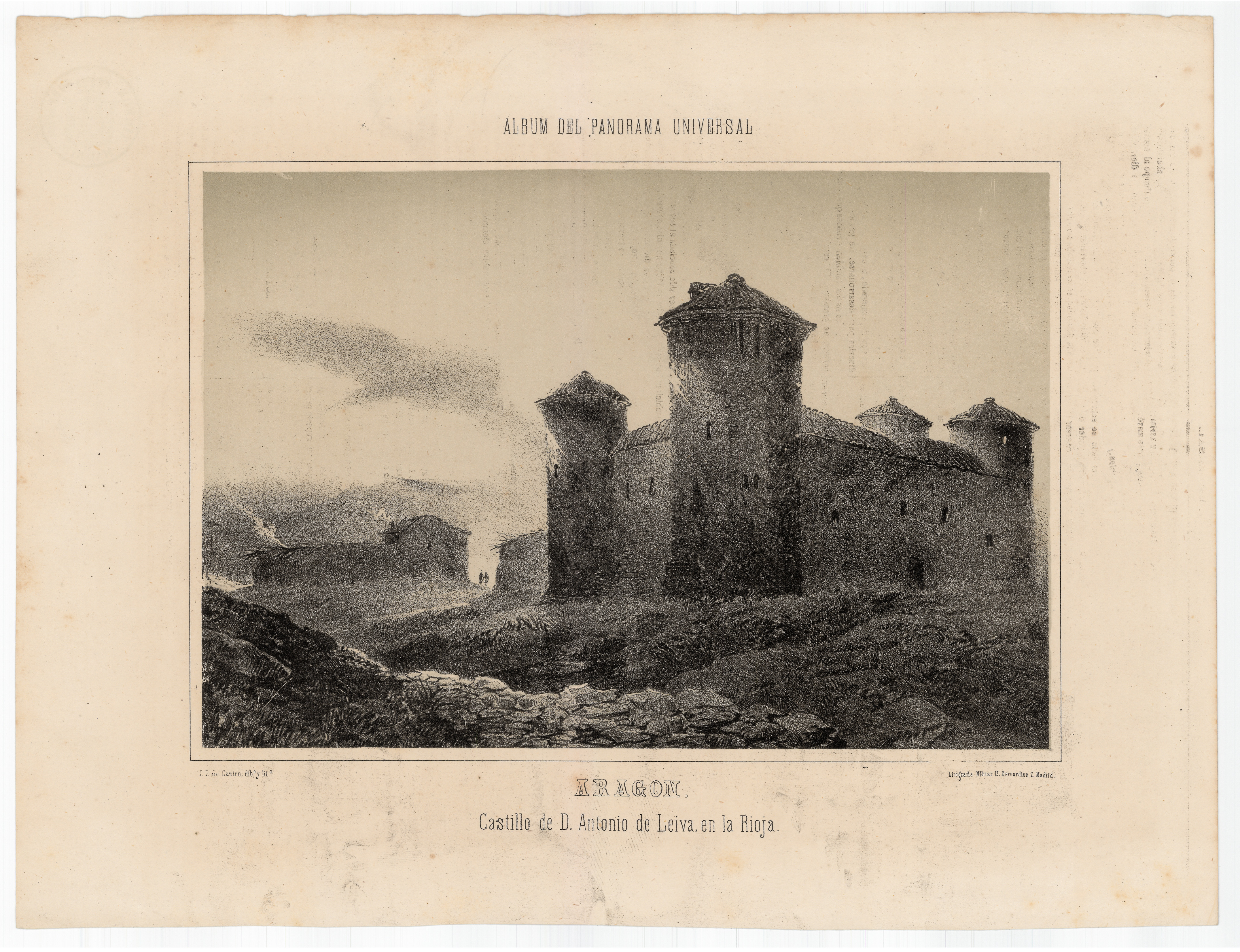
Castillo de Leiva (La Rioja)

Nació en 1823, hijo de Evaristo Pérez de Castro. Su hermano Mariano también fue artista. En la Exposición Nacional de Bellas Artes celebrada en 1860 presentó la litografía Un paisaje de composición y cuatro acuarelas: Una joven dando de comer a los pollos, Una gruta de Lequeitio, Un establo y Una yegua con su potro; fue premiado con mención honorífica. En la Exposición de 1866 presentó Dos bodegones, Dos aves muertas y Dos viejas de Izurza, alcanzando también mención honorífica.

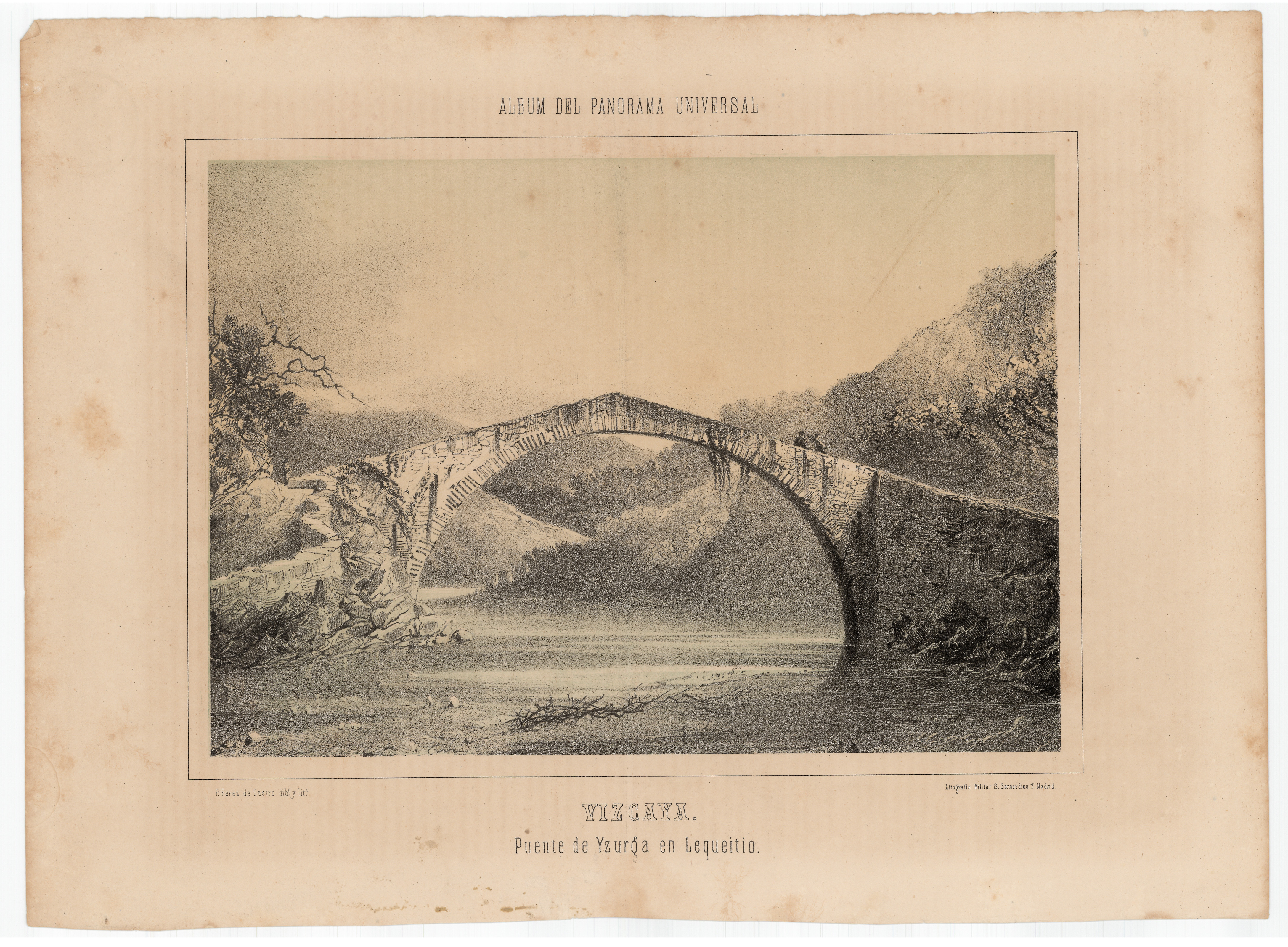
Puente de Yzurga (Lequeitio)

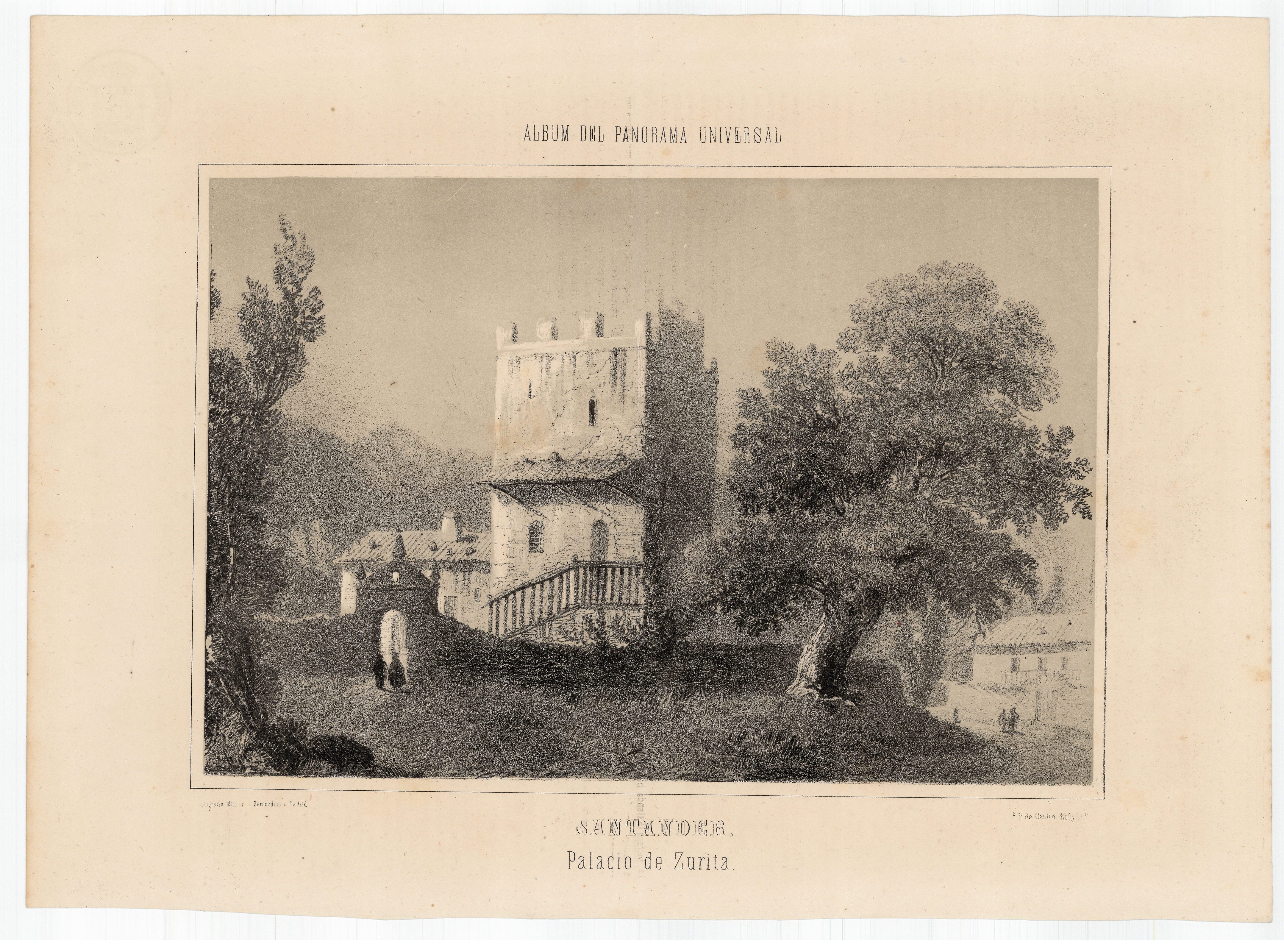
Palacio de Zurita (Cantabria)

Fue autor de algunas litografías del Álbum de la guerra de África, de El Arte en España y del Álbum de vistas y paisajes de España; de los cuadros Una cascada, La noche, La tarde y La mañana, Un abanico, Un paisaje en San Ildefonso, Otro paisaje y El castillo de Elche, que figuraron con los dos anteriores trabajos en la Exposición del señor Hernández; Dos abanicos, Espejo, Paravent y Cuadros de flores sobre seda, que presentó en la Exposición iniciada por el mismo Hernández en 1882. Pérez de Castro, que fue mayordomo de semana del rey, falleció en Madrid el 31 de mayo de 1902.